# Mario Francescatto
Mario Francescatto (Modave, 3 agosto 1915 – Shesh i Malit, 14 dicembre 1940) è stato un militare italiano, decorato di medaglia d'oro al valor militare alla memoria nel corso della seconda guerra mondiale.

## Biografia
Nacque a Modave (Belgio) il 3 agosto 1915, figlio di Ferruccio e Ida Meluzzo. Conseguita la maturità classica nel Collegio di Saint Michel di Bruxelles nel 1933; nello stesso anno trasferitosi in Italia si iscriveva alla Scuola Superiore di Commercio dell'Università Ca' Foscari di Venezia superando brillantemente gli esami del primo anno. Attratto dalla carriera militare l'anno successivo ottenne l'ammissione alla Regia Accademia Militare di Fanteria e Cavalleria di Modena da cui uscì nel settembre 1936 assegnato all'arma di fanteria, specialità alpini. Completato il corso di applicazione a Parma, fu assegnato al battaglione alpini "Cividale" dell'8º Reggimento alpini. Promosso tenente dal 1º ottobre 1938, assumeva il comando della 16ª Compagnia. Dimesso dall'ospedale per una frattura del femore riportata nelle gare reggimentali di sci, passava al comando della 279ª Compagnia del battaglione alpini "Val Natisone, che, mobilitato con la entrata in guerra del Regno d'Italia, partiva l'11 novembre 1940 per l'Albania. 
Partecipò alle operazioni belliche contro la Grecia, distinguendosi negli scontri che avvennero fra le truppe italiane e quelle greche in territorio albanese nell'ambito della controffensiva lanciata dal generale Alexandros Papagos iniziata nella seconda metà di novembre del 1940. Rimasto ferito una prima volta a Shesh i Mali 14 dicembre 1940, cadde in combattimento in quello stesso giorno, e fu successivamente insignito della medaglia d'oro al valor militare alla memoria.
Al tenente Francescatto è stata intitolata una caserma che fu sede dell'8º Reggimento alpini a Cividale del Friuli, chiusa nell'ottobre del 2016 a seguito del trasferimento del reparto a Venzone.